# Den onda cirkeln (1967)
Den onda cirkeln är en svensk svartvit dramafilm från 1967 i regi av Arne Mattsson. I rollerna ses bland andra Gunnel Lindblom, Erik Hell och Gio Petré.

## Handling
Maria anländer till en liten fiskeby vid havet i syfte att finna en lösning på sina svåra inre konflikter efter ett självmordsförsök. Hon ordnar rum på ett gästgiveri, trots värdens motvilja. Denne är änkling och sköter gästgiveriet tillsammans med sina vuxna barn Inger och Sten. Med dem finns också flickan Eva, åtta år, som känner sig övergiven och tröstar sig med att höra moderns röst inspelad på en grammofonskiva. Sällskapet fryser ut Maria, alla utom Eva som tyr sig till henne. Maria bestämmer sig för att stanna några veckor och blir långsamt accepterad bland de vuxna.
Evas mor dog när Eva föddes och ingen har sedan dess firat Evas födelsedag. Maria övertalar fadern att få ordna en fest för henne. Festen blir misslyckad. Eva somnar på vinden sedan hon hittat moderns bruddräkt. En man dyker upp från stranden, lockad av ljuset från gården. Han är en enstöring som identifierar sig med Kristus. Han blir oförskämd och kallar Inger för flatfitta. Han försvarar sig mot fadern och Sten med en sönderslagen flaska. Maria går emellan och stoppar bråket.
De båda vuxna barnen känner sig attraherade av Maria. Inger smeker sig själv med Marias nattlinne och Sten försöker ligga med henne, men Maria avbryter närmandet i sista stund. Inger berättar för Maria varför hon är så avogt inställd till män. När hon var åtta år gammal såg hon från ett träd hur fadern våldtog en åttaårig sommarflicka. Maria bekänner att det är hon som är flickan. När fadern får veta vem Maria är frågar han om hon är ute efter att hämnas och Maria svarar att hon bara hoppas på att finna rätt på sig själv.
Sällskapet hör ett skrik. Det kommer från Eva som tagit sig in i ett lusthus där mannen från stranden förgriper sig på henne. I ett raseriutbrott sparkar Inger sönder hans könsorgan och tar därefter sitt liv i havet. Sten låter meddela att han lämnat gården för att söka sig ett bättre liv. Faderns sinne förmörkas alltmer och Maria söker upp Eva och för henne bort. De lämnat trakten tillsammans i en buss.

## Rollista
- Gunnel Lindblom – Maria
- Erik Hell	– fadern
- Gio Petré	– Inger, dottern
- Mathias Henrikson	– Sten, sonen
- Marie-Louise Håkansson – Eva, lillflickan
- Heinz Hopf – mannen på stranden
- Karl-Arne Bergman – specerihandlaren
- Eva Larsson – Inger som barn

## Filmteam
- Evald Andersson – specialeffekter
- K.A. Bergman – rekvisita
- Lasse Björne – fotograf
- Pia Elitz – manus
- Charles Hammarlund – stillbildsfoto
- Rolf Holmqvist – B-foto
- Åke Hylén – stillbildsfoto
- Kjell Hööst – höst
- Olle Jakobsson – mixning
- P.A. Lundgren – arkitekt
- Arne Mattsson – regi
- Gunilla Nachmanson – scripta
- Bengt Ottekil – smink
- Carl-Olov Skeppstedt – klippare
- Nils Skeppstedt – specialeffekter
- Olle Unnerstad – ljudtekniker
- Brian Wikström – inspelningsledare

## Om filmen
Filmen producerades av bolaget A-Produktion. Den spelades in efter ett manus av Pia Elitz, interiört i Råsunda filmstad och exteriört i Langstiteviken på södra Gotland. Den fotades av Lasse Björne och klipptes sedan samman av Carl-Olov Skeppstedt. Den premiärvisades den 5 oktober 1967 på biograf Spegeln i Stockholm. Världspremiären var egentligen att tänkt äga rum i Paris i slutet av augusti 1967, men planen gick i stöpet då den franska censuren krävde vissa klipp för godkännande.

## Musik
- "Byssan lull"
- "Svarte Rudolf", text: Erik Axel Karlfeldt, musik Robert Norrby

## Mottagande
Filmen fick ett genomgående negativt mottagande i pressen. I Aftonbladet kallade Jurgen Schildt filmen för "ett av de mera svårartade haverierna i svensk produktion på sistone". Han fortsatte "anspråksfullheten är lika uppskruvad som tråkigheten och där groteskerierna är så kompakta att vi tror oss sitta på kvällste med cyankalium hos TV:s Familjen Addams." I Expressen recenserades filmen av Lasse Bergström. Recensionen hade rubriken "Godnatt Mattsson" och avslutades med orden "Klockan klämtar från den tomma sockenkyrkan. Mistluren hoar igen. Arne Mattsson har gjort sin 49:e film. "En chock". God natt." Även Svenska Dagbladets Hanserik Hjertén sågade filmen och skrev "Man beklagar de högt kvalificerade skådespelare som hamnat i den." Ännu hårdare var Jonas Sima i tidskriften Chaplin. Han kallade filmen för "ett monument över en filmskapare som gjort inre - inte yttre - bankrutt". Han beskrev också filmen som en "motbjudande spekulation". Den ende anmälare som bemödade sig med att ta fram positiva sidor i filmen var Dagens Nyheters Mauritz Edström. Han menade att filmen "rymmer trots allt en sorts berördhet och en känsla som är ovanlig hos den rastlöse teknikern Mattsson." Han kritiserade dock Elitz' manus och kallade det för en idé "som verkar filmisk men bara är grumsig".